# Familieportret met prins op de binnenplaats van een Brussels paleis
Familieportret met prins op de binnenplaats van een Brussels paleis is een schilderij uit 1666 van Lancelot Volders (1636-1723). Het schilderij toont een gezicht op Brussel  voor het bombardement door de troepen van koning Lodewijk XIV in 1695. De afgebeelde patriciërswoning is een zeldzaam voorbeeld van burgerlijke renaissance- en barokarchitectuur in Brussel.

## Iconografie
Het schilderij toont de belangrijke familie Le Fébure op de binnenplaats van hun Brusselse patriciërswoning aan de Magdalenasteenweg. Het bombardement van Brussel in 1695 door de Franse troepen van Lodewijk XIV vernielde de woning en de toren. Ook de toren van het stadhuis van Brussel is midden links te zien op het schilderij dat veel details toont van de toenmalige architectuur, de fauna en flora en de muziekinstrumenten.
Dertien (nog niet geïdentificeerde) personages van alle leeftijden kijken de toeschouwer frontaal aan. Er is een ogenblik van stilte tijdens een privéconcert. Hun verschillende sociale status weerspiegelt zich in hun kledij. Zwarte kleding was typisch voor rijke kooplieden terwijl de aristocratie eerder kledij met lichtere kleuren droeg. De figuur, spelend met een hondje, is een jonge prins, herkenbaar aan zijn schoenen met rode hakken.

## Locatie
Familieportret met prins op de binnenplaats van een Brussels paleis werd aangekocht door het Fonds Léon Courtin - Marcelle Bouché en twee mecenassen (Marnix Galle en Patrick Bailleux) en verkregen door het Erfgoedfonds van de Koning Boudewijnstichting. Het werk wordt tentoongesteld in het Museum van de Stad Brussel.